# Persone di cognome Thomas
| Questa pagina contiene informazioni ricavate automaticamente dalle voci biografiche con l'ausilio del template Bio e di un bot. L'aggiornamento è periodico e automatico e ricostruisce completamente la pagina. Se manca una persona in questa lista, sei pregato di non aggiungerla, ma accertati piuttosto che la sua voce biografica contenga il template Bio e che i dati anagrafici siano correttamente compilati. Se il template Bio manca, inseriscilo tu stesso o, in alternativa, metti l'avviso {{tmp\|Bio}} che ne segnala la mancanza. Se i dati riportati sono sbagliati, correggi direttamente la voce biografica; le modifiche saranno visibili in questa lista entro pochi giorni. Per chiarimenti vedi il progetto antroponimi. La lista contiene solo le 371 persone che sono citate nell'enciclopedia e per le quali è stato implementato correttamente il template Bio. Pagina aggiornata al 23 lug 2025. |

Questa è una lista di persone presenti nell'enciclopedia che hanno il cognome Thomas, suddivise per attività principale.

## Allenatori di calcio(3)
- Mickey Thomas, allenatore di calcio e ex calciatore gallese (Mochdre, n. 1954)
- Peter Thomas, allenatore di calcio e calciatore inglese (Coventry, n. 1944 - Tramore, † 2023)
- Seán Thomas, allenatore di calcio irlandese (Dublino - Dublino, † 1999)

## Allenatori di pallacanestro(1)
- Paul Thomas, allenatore di pallacanestro canadese (Saint John, n. 1926 - † 2017)

## Altisti(2)
- Donald Thomas, altista bahamense (Freeport, n. 1984)
- John Thomas, altista statunitense (Boston, n. 1941 - Brockton, † 2013)

## Ammiragli(1)
- Richard Thomas, ammiraglio britannico (n. 1932 - † 1998)

## Animatori(1)
- Frank Thomas, animatore e fumettista statunitense (Santa Monica, n. 1912 - La Cañada Flintridge, † 2004)

## Antiquari(1)
- Edward Thomas, antiquario e numismatico inglese (n. 1813 - Kensington, † 1886)

## Architetti(1)
- Albert-Félix-Théophile Thomas, architetto francese (Marsiglia, n. 1847 - Parigi, † 1907)

## Arcivescovi cattolici(1)
- George Leo Thomas, arcivescovo cattolico statunitense (Anaconda, n. 1950)

## Artiste(1)
- Mickalene Thomas, artista e regista statunitense (n. 1971)

## Astronauti(2)
- Andrew Thomas, ex astronauta australiano (Adelaide, n. 1951)
- Donald Alan Thomas, ex astronauta e ingegnere statunitense (Cleveland, n. 1955)

## Astronomi(1)
- Norman G. Thomas, astronomo statunitense (n. 1930 - † 2020)

## Attivisti(1)
- Jefferson Thomas, attivista statunitense (Little Rock, n. 1942 - Columbus, † 2010)

## Attori(16)
- Billie Thomas, attore statunitense (Los Angeles, n. 1931 - Los Angeles, † 1980)
- Brandon Thomas, attore e drammaturgo inglese (Mount Pleasant, n. 1848 - Londra, † 1914)
- Bruce Thomas, attore statunitense (Stati Uniti, n. 1961)
- Damien Thomas, attore britannico (Ismailia, n. 1942 - Salisbury, † 2025)
- Danny Thomas, attore, produttore televisivo e regista statunitense (Deerfield, n. 1912 - Los Angeles, † 1991)
- Eddie Kaye Thomas, attore e doppiatore statunitense (New York, n. 1980)
- Henry Thomas, attore e musicista statunitense (San Antonio, n. 1971)
- Jake Thomas, attore statunitense (Knoxville, n. 1990)
- Karl-Heinz Thomas, attore e cantante tedesco (Hannover, n. 1937)
- Khleo Thomas, attore e rapper statunitense (Anchorage, n. 1989)
- Matthew James Thomas, attore e cantante inglese (Buckinghamshire, n. 1988)
- Philip Michael Thomas, attore, cantante e ballerino statunitense (Columbus, n. 1949)
- Richard Thomas, attore statunitense (New York, n. 1951)
- Ross Thomas, attore e regista statunitense (Stockton, n. 1981)
- Sean Patrick Thomas, attore statunitense (Washington, n. 1970)
- Yonda Thomas, attore sudafricano (Mthatha, n. 1985)

## Attrici(6)
- Antonia Thomas, attrice britannica (Londra, n. 1986)
- Ellen Thomas, attrice sierraleonese (Freetown, n. 1964)
- Heather Thomas, attrice statunitense (Greenwich, n. 1957)
- Marlo Thomas, attrice e comica statunitense (Detroit, n. 1937)
- Michelle Thomas, attrice statunitense (Boston, n. 1968 - New York, † 1998)
- Sian Thomas, attrice britannica (Stratford-upon-Avon, n. 1953)

## Attrici pornografiche(2)
- Sunset Thomas, ex attrice pornografica statunitense (Sikeston, n. 1972)
- Taryn Thomas, ex attrice pornografica statunitense (Bloomfield, n. 1983)

## Attrici teatrali(1)
- Edna Lewis Thomas, attrice teatrale statunitense (Lawrenceville, n. 1885 - New York, † 1974)

## Aviatori(1)
- René Thomas, aviatore e pilota automobilistico francese (Périgueux, n. 1886 - Colombes, † 1975)

## Avvocate(1)
- Ginni Thomas, avvocato statunitense (Omaha, n. 1957)

## Baritoni(1)
- John Charles Thomas, baritono statunitense (Meyersdale, n. 1891 - Apple Valley, † 1960)

## Batteristi(2)
- Ian Thomas, batterista britannico (Cardiff, n. 1963)
- Pete Thomas, batterista britannico (Hillsborough, n. 1954)

## Calciatori(34)
- Adam Thomas, calciatore neozelandese (Hamilton, n. 1992)
- André Thomas, calciatore americo-verginiano (Saint Croix, n. 1988)
- Arthur Thomas, calciatore nordirlandese (Liverpool, n. 1938 - Sydney, † 2007)
- Bobby Thomas, calciatore inglese (Chester, n. 2001)
- Danny Thomas, ex calciatore inglese (Worksop, n. 1961)
- Dave Thomas, ex calciatore inglese (Kirkby-in-Ashfield, n. 1950)
- Dwayne Thomas, calciatore americo-verginiano (Salisbury, n. 1984)
- Elvis Thomas, ex calciatore canadese (n. 1972)
- Frédéric Thomas, ex calciatore francese (Sarcelles, n. 1980)
- Geoff Thomas, ex calciatore inglese (Manchester, n. 1964)
- George Thomas, calciatore gallese (Leicester, n. 1997)
- James Thomas, ex calciatore gallese (Swansea, n. 1979)
- Jason Thomas, calciatore vanuatuano (Port Vila, n. 1997)
- Jean-Christophe Thomas, ex calciatore francese (Châlons-sur-Marne, n. 1964)
- Jerome Thomas, ex calciatore inglese (Wembley, n. 1983)
- Kaihim Thomas, calciatore trinidadiano (Port of Spain, n. 2003)
- Kevin Thomas, calciatore inglese (Prescot, n. 1944 - Blackpool, † 2022)
- Keyeno Thomas, calciatore trinidadiano (Point Fortin, n. 1977)
- Luke Thomas, calciatore inglese (Syston, n. 2001)
- Luke Thomas, calciatore inglese (Soudley, n. 1999)
- Michael Thomas, ex calciatore inglese (Lambeth, n. 1967)
- Mitchell Thomas, ex calciatore inglese (Luton, n. 1964)
- Nigel Thomas, calciatore olandese (Rotterdam, n. 2001)
- Paul Thomas, ex calciatore giamaicano (Kingston, n. 1943)
- Rod Thomas, ex calciatore gallese (Glynncorwg, n. 1947)
- Romain Thomas, calciatore francese (Landerneau, n. 1988)
- Ryan Thomas, calciatore neozelandese (Auckland, n. 1994)
- Shavar Thomas, ex calciatore giamaicano (Hannah Town, n. 1981)
- Simon Thomas, calciatore canadese (Victoria, n. 1990)
- Sorba Thomas, calciatore gallese (Newham, n. 1999)
- Tamarley Thomas, calciatore antiguo-barbudano (Saint John's, n. 1983)
- Terell Thomas, calciatore santaluciano (Rainham, n. 1995)
- Wayne Thomas, ex calciatore inglese (Gloucester, n. 1979)
- Zephaniah Thomas, calciatore nevisiano (Bradford, n. 1989)

## Calciatrici(2)
- Karolin Thomas, ex calciatrice tedesca (Lichtenberg, n. 1985)
- Lindsey Thomas, calciatrice francese (Saint-Claude, n. 1995)

## Canoiste(1)
- Hannah Thomas, canoista neozelandese (n. 2001)

## Canottieri(2)
- Graeme Thomas, canottiere britannico (Preston, n. 1988)
- Johannes Thomas, ex canottiere tedesco (Dresda, n. 1949)

## Cantanti(12)
- Belen Thomas, cantante e compositrice italiana (Roma, n. 1959)
- B. J. Thomas, cantante e musicista statunitense (Hugo, n. 1942 - Arlington, † 2021)
- David Thomas, cantante statunitense (Miami, n. 1953 - Brighton & Hove, † 2025)
- Evelyn Thomas, cantante statunitense (Chicago, n. 1953 - Chicago, † 2024)
- Irma Thomas, cantante statunitense (Ponchatoula, n. 1941)
- Jackie Thomas, cantante neozelandese (Auckland, n. 1990)
- James Thomas, cantante e chitarrista statunitense (Eden, n. 1926 - Greenville, † 1993)
- Keni Thomas, cantante e militare statunitense (Gainesville, n. 1965)
- Lynda Thomas, cantante messicana (Tijuana, n. 1981)
- Rozonda Thomas, cantante, ballerina e personaggio televisivo statunitense (Atlanta, n. 1971)
- Terry Thomas, cantante, chitarrista e compositore britannico
- Timmy Thomas, cantante, tastierista e compositore statunitense (Evansville, n. 1944 - Miami, † 2022)

## Cantautori(4)
- Carl Thomas, cantautore statunitense (Aurora, n. 1972)
- King Kong, cantautore giamaicano (Kingston, n. 1962)
- Leon Thomas III, cantautore, produttore discografico e attore statunitense (New York, n. 1993)
- Rob Thomas, cantautore statunitense (Landstuhl, n. 1972)

## Cantautrici(4)
- Anjani, cantautrice e pianista statunitense (Honolulu, n. 1959)
- Natasha Thomas, cantautrice danese (Roskilde, n. 1986)
- Rosie Thomas, cantautrice statunitense
- Tiara Thomas, cantautrice statunitense (Indianapolis, n. 1989)

## Cardinali(1)
- Léon-Benoit-Charles Thomas, cardinale e arcivescovo cattolico francese (Paray-le-Monial, n. 1826 - Rouen, † 1894)

## Cestiste(15)
- Mel Thomas, ex cestista statunitense (Cincinnati, n. 1985)
- Alyssa Thomas, cestista statunitense (Harrisburg, n. 1992)
- Bianca Thomas, ex cestista statunitense (Henderson, n. 1988)
- Carla Thomas, ex cestista statunitense (Mechanicsburg, n. 1985)
- Christi Thomas, ex cestista statunitense (Buford, n. 1982)
- Darene Thomas, ex cestista statunitense (Barnwell, n. 1969)
- Jasmine Thomas, ex cestista statunitense (Fairfax, n. 1989)
- Jessica Thomas, cestista statunitense (Gainesville, n. 1994)
- Krystal Thomas, ex cestista e allenatrice di pallacanestro statunitense (Orlando, n. 1989)
- LaToya Thomas, ex cestista statunitense (Greenville, n. 1981)
- Livia Thomas, cestista rumena (Poiana Mărului, n. 1915)
- Misty Thomas, ex cestista canadese (Los Angeles, n. 1964)
- Sam Thomas, cestista statunitense (Las Vegas, n. 1999)
- Shakayla Thomas, cestista statunitense (Sylacauga, n. 1996)
- Stacey Thomas, ex cestista statunitense (Flint, n. 1978)

## Chimici(1)
- John Meurig Thomas, chimico e storico della scienza britannico (Llanelli, n. 1932 - † 2020)

## Chirurghi(1)
- Edward Donnall Thomas, chirurgo statunitense (Mart, n. 1920 - Seattle, † 2012)

## Chitarriste(1)
- The Great Kat, chitarrista e violinista statunitense (Swindon, n. 1966)

## Cicliste su strada(1)
- Leah Thomas, ciclista su strada statunitense (Santa Clara, n. 1989)

## Ciclisti su strada(3)
- Benjamin Thomas, ciclista su strada e pistard francese (Lavaur, n. 1995)
- Geraint Thomas, ciclista su strada e pistard britannico (Cardiff, n. 1986)
- Gordon Thomas, ciclista su strada britannico (Shipley, n. 1921 - Peterborough, † 2013)

## Comici(1)
- Josh Thomas, comico, attore e sceneggiatore australiano (Brisbane, n. 1987)

## Compositori(1)
- Ambroise Thomas, compositore francese (Metz, n. 1811 - Parigi, † 1896)

## Compositrici(1)
- Augusta Read Thomas, compositrice statunitense (Glen Cove, n. 1964)

## Costumisti(1)
- Bill Thomas, costumista statunitense (Chicago, n. 1921 - Beverly Hills, † 2000)

## Danzatori su ghiaccio(1)
- Paul Thomas, ex danzatore su ghiaccio britannico

## Drammaturghi(1)
- Augustus Thomas, commediografo, sceneggiatore e giornalista statunitense (Saint Louis, n. 1857 - Nyack, † 1934)

## Erpetologi(1)
- Richard Thomas, erpetologo statunitense (n. 1938)

## Flautisti(1)
- Ray Thomas, flautista e cantante britannico (Stourport-on-Severn, n. 1941 - Surrey, † 2018)

## Fondiste(1)
- Karin Thomas, ex fondista svizzera (Brusio, n. 1961)

## Fotografi(1)
- John Thomas, fotografo gallese (Llanfair Clydogau, n. 1838 - Liverpool, † 1905)

## Generali(2)
- George H. Thomas, generale statunitense (Newsom's Depot, Contea di Southampton, n. 1816 - San Francisco, † 1870)
- Clément Thomas, generale francese (Libourne, n. 1809 - Parigi, † 1871)

## Gesuiti(1)
- Antoine Thomas, gesuita e missionario belga (Namur, n. 1644 - Pechino, † 1709)

## Ginnasti(3)
- Kristian Thomas, ginnasta britannico (Wolverhampton, n. 1989)
- Kurt Thomas, ginnasta statunitense (Miami, n. 1956 - † 2020)
- Max Thomas, ginnasta e multiplista statunitense (n. 1874 - St. Louis, † 1929)

## Giornaliste(1)
- Helen Thomas, giornalista, opinionista e scrittrice statunitense (Winchester, n. 1920 - Washington, † 2013)

## Giornalisti(1)
- Clem Thomas, giornalista britannico (Cardiff, n. 1929 - Swansea, † 1996)

## Giuristi(2)
- Clarence Thomas, giurista statunitense (Pin Point, n. 1948)
- Yan Thomas, giurista e storico francese (Algeri, n. 1943 - Le Chesnay, † 2008)

## Golfisti(2)
- George A. Thomas, golfista statunitense
- Justin Thomas, golfista statunitense (Louisville, n. 1993)

## Hockeisti su ghiaccio(3)
- Steve Thomas, ex hockeista su ghiaccio canadese (Stockport, n. 1963)
- Tim Thomas, ex hockeista su ghiaccio statunitense (Flint, n. 1974)
- Bill Thomas, ex hockeista su ghiaccio statunitense (Pittsburgh, n. 1983)

## Imprenditori(1)
- Dave Thomas, imprenditore statunitense (Atlantic City, n. 1932 - Fort Lauderdale, † 2002)

## Informatiche(1)
- Valerie Thomas, informatica statunitense (Maryland, n. 1943)

## Insegnanti(1)
- Adrian Thomas, docente, compositore e musicologo britannico (Cornovaglia, n. 1947)

## Inventori(1)
- Sidney Gilchrist Thomas, inventore britannico (Londra, n. 1850 - Parigi, † 1885)

## Medici(2)
- Lewis Thomas, medico, poeta e politico statunitense (Flushing, n. 1913 - Manhattan, † 1993)
- Vivien Thomas, medico statunitense (New Iberia, n. 1910 - † 1985)

## Modelle(2)
- Olive Thomas, modella e attrice statunitense (Charleroi, n. 1894 - Neuilly-sur-Seine, † 1920)
- Olivia Jordan, modella e attrice statunitense (Tulsa, n. 1988)

## Musiciste(1)
- Carla Thomas, musicista statunitense (Memphis, n. 1942)

## Musicisti(1)
- Fred Thomas, musicista statunitense (Ypsilanti, n. 1976)

## Nobili(1)
- William ap Thomas, nobile gallese (Londra, † 1445)

## Nuotatrici(4)
- Alys Thomas, ex nuotatrice britannica (Londra, n. 1990)
- Colette Thomas, nuotatrice francese (Parigi, n. 1929 - Antony, † 2001)
- Lia Thomas, nuotatrice statunitense (n. 1999)
- Petria Thomas, ex nuotatrice australiana (Lismore, n. 1975)

## Ostacolisti(2)
- Dwight Thomas, ostacolista e velocista giamaicano (Kingston, n. 1980)
- Tristan Thomas, ostacolista e velocista australiano (Brisbane, n. 1986)

## Pallavoliste(1)
- Elisha Thomas, ex pallavolista statunitense (Long Beach, n. 1981)

## Parolieri(1)
- Theron Thomas, paroliere e produttore discografico statunitense (n. 1982)

## Pattinatrici artistiche su ghiaccio(1)
- Debi Thomas, ex pattinatrice artistica su ghiaccio statunitense (Poughkeepsie, n. 1967)

## Piloti automobilistici(1)
- Herb Thomas, pilota automobilistico statunitense (Olivia, n. 1923 - Sanford, † 2000)

## Pittori(2)
- Antoine-Jean-Baptiste Thomas, pittore francese (Parigi, n. 1791 - Parigi, † 1833)
- George Housman Thomas, pittore, incisore e illustratore inglese (Londra, n. 1824 - Boulogne-sur-Mer, † 1868)

## Poeti(5)
- Antoine Léonard Thomas, poeta e critico letterario francese (Clermont-Ferrand, n. 1734 - Oullins, † 1785)
- Dylan Thomas, poeta, scrittore e drammaturgo gallese (Swansea, n. 1914 - New York, † 1953)
- Edward Thomas, poeta e militare gallese (Lambeth, n. 1878 - Arras, † 1917)
- R. S. Thomas, poeta e scrittore gallese (Cardiff, n. 1913 - † 2000)
- William Thomas, poeta e presbitero gallese (Gwent, n. 1832 - Ynysddu, † 1878)

## Politici(6)
- Bill Thomas, politico statunitense (Wallace, n. 1941)
- Charles Thomas, politico statunitense (Independence, n. 1897 - † 1983)
- Charles Spalding Thomas, politico statunitense (Darien, n. 1849 - Denver, † 1934)
- Craig Thomas, politico statunitense (Cody, n. 1933 - Bethesda, † 2007)
- John Wellesley Thomas, politico e militare britannico (Bath, n. 1822 - Bath, † 1908)
- Tillman Thomas, politico grenadino (Hermitage, n. 1945)

## Produttori cinematografici(1)
- Jeremy Thomas, produttore cinematografico, regista e montatore britannico (Londra, n. 1949)

## Produttori discografici(1)
- Chris Thomas, produttore discografico inglese (Perivale, n. 1947)

## Produttrici cinematografiche(1)
- Emma Thomas, produttrice cinematografica britannica (Londra, n. 1971)

## Pugili(4)
- Henry Thomas, pugile britannico (Birmingham, n. 1888 - New York, † 1963)
- Jérôme Thomas, ex pugile francese (San Quintino, n. 1979)
- Pinklon Thomas, ex pugile statunitense (Pontiac, n. 1958)
- Freddie Welsh, pugile britannico (Pontypridd, n. 1886 - † 1927)

## Rapper(5)
- C-Bo, rapper statunitense (Waco, n. 1972)
- Mannie Fresh, rapper e produttore discografico statunitense (New Orleans, n. 1969)
- Teezo Touchdown, rapper statunitense (Beaumont, n. 1992)
- Young Nudy, rapper statunitense (Atlanta, n. 1992)
- Slim Thug, rapper statunitense (Houston, n. 1980)

## Registe(2)
- Daniela Thomas, regista, drammaturga e sceneggiatrice brasiliana (Rio de Janeiro, n. 1959)
- Rebecca Thomas, regista statunitense (Las Vegas, n. 1984)

## Registi(7)
- Dave Thomas, regista e comico canadese (St. Catharines, n. 1949)
- Gerald Thomas, regista e montatore britannico (Kingston upon Hull, n. 1920 - Beaconsfield, † 1993)
- Keith Thomas, regista, sceneggiatore e produttore cinematografico statunitense
- Pascal Thomas, regista, sceneggiatore e produttore cinematografico francese (Moncontour, n. 1945)
- Ralph Thomas, regista cinematografico inglese (Kingston upon Hull, n. 1915 - Londra, † 2001)
- Viv Thomas, regista britannico (n. 1948)
- Maurice Tourneur, regista, sceneggiatore e produttore cinematografico francese (Parigi, n. 1873 - Parigi, † 1961)

## Rugbisti a 15(6)
- Delme Thomas, ex rugbista a 15 gallese (Bancyfelin, n. 1942)
- Gareth Thomas, ex rugbista a 15 e rugbista a 13 britannico (Bridgend, n. 1974)
- Jonathan Thomas, ex rugbista a 15 e allenatore di rugby a 15 britannico (Pembroke, n. 1982)
- Rhys Thomas, rugbista a 15 gallese (Abercynon, n. 1982)
- Teddy Thomas, rugbista a 15 francese (Biarritz, n. 1993)
- Watcyn Thomas, rugbista a 15 gallese (Llanelli, n. 1906 - Birmingham, † 1977)

## Scacchisti(1)
- George Alan Thomas, scacchista, giocatore di badminton e tennista britannico (Tarabya, n. 1881 - Londra, † 1972)

## Sceneggiatori(2)
- Jim e John Thomas, sceneggiatore statunitense (Needles)
- Craig Thomas, sceneggiatore e produttore televisivo statunitense (n. 1975)

## Sceneggiatrici(1)
- Diane Thomas, sceneggiatrice statunitense (Michigan, n. 1946 - Los Angeles, † 1985)

## Scenografi(1)
- Wynn Thomas, scenografo statunitense

## Schermitrici(1)
- Jacqueline Thomas, ex schermitrice francese

## Scrittori(11)
- Michel Houellebecq, scrittore, saggista e poeta francese (Saint-Pierre, n. 1956)
- Craig Thomas, scrittore gallese (Cardiff, n. 1942 - Londra, † 2011)
- D. M. Thomas, scrittore e poeta britannico (Redruth, n. 1935 - Truro, † 2023)
- Tom Harper, scrittore inglese (Francoforte sul Meno, n. 1977)
- Henri Thomas, scrittore, poeta e traduttore francese (Anglemont, n. 1912 - Parigi, † 1993)
- Henry Thomas, scrittore, bibliografo e ispanista britannico (Eynsham, n. 1878 - † 1952)
- Jamel Thomas, scrittore e ex cestista statunitense (Brooklyn, n. 1976)
- Leslie Thomas, scrittore inglese (Newport, n. 1931 - † 2014)
- Lowell Thomas, scrittore, attore e sceneggiatore statunitense (Woodington, n. 1892 - Pawlin, † 1981)
- Michael Thomas, scrittore statunitense (Boston)
- Ross Thomas, scrittore statunitense (Oklahoma City, n. 1926 - Santa Monica, † 1995)

## Scrittori di fantascienza(1)
- Theodore L. Thomas, scrittore di fantascienza statunitense (n. 1920 - † 2005)

## Scrittrici(2)
- Angie Thomas, scrittrice statunitense (Jackson, n. 1988)
- Scarlett Thomas, scrittrice britannica (Londra, n. 1972)

## Scultori(2)
- John Thomas, scultore e architetto inglese (Chalford, n. 1813 - Londra, † 1862)
- Jonathan Thomas, scultore canadese (Hamilton, n. 1946 - New York, † 2005)

## Sindacaliste(1)
- Mary Thomas, sindacalista e attivista danese (Antigua, n. 1848 - Christiansted, † 1905)

## Skater(1)
- Jamie Thomas, skater statunitense (Dothan, n. 1974)

## Sociologi(1)
- William Thomas, sociologo statunitense (Contea di Russell, n. 1863 - Berkeley, † 1947)

## Storiche(1)
- Chantal Thomas, storica e scrittrice francese (Lione, n. 1945)

## Storici(1)
- William Thomas, storico britannico (Llanigon, n. 1524 - Londra, † 1554)

## Supercentenarie(1)
- Fannie Thomas, supercentenaria statunitense (Contea di Hancock, n. 1867 - Los Angeles, † 1981)

## Tennisti(2)
- Jim Thomas, ex tennista statunitense (Canton, n. 1974)
- Ronald Thomas, tennista australiano (n. 1888 - † 1936)

## Tenori(3)
- Richard Lewis, tenore, direttore d'orchestra e insegnante inglese (Manchester, n. 1914 - Eastbourne, † 1990)
- Jess Thomas, tenore statunitense (Hot Springs, n. 1927 - Tiburon, † 1993)
- Russell Thomas, tenore statunitense (Miami, n. 1977)

## Tiratori a segno(1)
- René Thomas, tiratore a segno francese (Breux-sur-Avre, n. 1865 - † 1925)

## Tripliste(1)
- Shanieka Ricketts, triplista giamaicana (Morant Bay, n. 1992)

## Velociste(3)
- Anilda Thomas, velocista indiana (Kothamangalam, n. 1993)
- Gabrielle Thomas, velocista statunitense (Atlanta, n. 1996)
- Reyare Thomas, velocista trinidadiana (Chaguanas, n. 1987)

## Velocisti(1)
- Iwan Thomas, ex velocista britannico (Farnborough, n. 1974)

## Vescovi cattolici(4)
- Daniel Edward Thomas, vescovo cattolico statunitense (Filadelfia, n. 1959)
- Elliot Griffin Thomas, vescovo cattolico statunitense (Pittsburgh, n. 1926 - Timonium, † 2019)
- Francis Gerard Thomas, vescovo cattolico britannico (Stone, n. 1930 - Beaconsfield, † 1988)
- Jean-Charles Thomas, vescovo cattolico francese (Saint-Martin-des-Noyers, n. 1929 - Machecoul, † 2023)

## Veterinari(1)
- Philippe Thomas, veterinario e geologo francese (Duerne, n. 1843 - † 1910)

## Violinisti(1)
- Theodore Thomas, violinista e direttore d'orchestra statunitense (Esens, n. 1835 - Chicago, † 1905)

## Zoologi(1)
- Oldfield Thomas, zoologo britannico (Millbrook, n. 1858 - Londra, † 1929)

## Senza attività specificata(3)
- Dylan Thomas, ex snowboarder statunitense (n. 1994)
- Jarret Thomas, ex snowboarder statunitense (Golden, n. 1981)
- Jerry Thomas, statunitense (Sackets Harbor, n. 1830 - New York, † 1885)